# Vakuum
Vákuum (tudi vakum, latinsko vacuus - prazen, prost) je prazen prostor, prostor brez molekul, atomov ali podatomskih delcev. Popolnega vakuuma ni mogoče ustvariti, zato tudi prostoru z, v primerjavi z zračnim, zelo nizkim tlakom rečemo vakuum. V medplanetarnem prostoru je vakuum boljši od tistega, ki ga lahko ustvarimo v laboratoriju, a niti tam ni popoln, saj tudi tam prostor vsebuje nekaj delcev na enoto volumna. 
Zamisel o vakuumu kot temi iz filozofskih debat izvira že iz antične Grčije, vendar ga do 17. stoletja nihče ni empirično raziskoval. V laboratoriju ga je leta 1643 prvi ustvaril Evangelista Torricelli. Za svoje teorije o zračnem tlaku je razvil še druge eksperimentalne postopke. Torricellijevski vakuum nastane s polnjenjem živega sreba visoke steklene cevkaste posode na eni strani zaprte, ki se na koncu obrne in spodaj vsebuje nakopičeno živo srebro. Otto von Guericke je leta 1650 iznašel vakuumsko črpalko. Z njim sta se ukvarjala tudi Ernest Rutherford in Niels Bohr. Sodobna fizika preučuje fluktuacije v vakuumu. Vakuum se uporablja v elektronkah.